# 里德施泰因山
47°42′15″N 11°47′33″E / 47.70425°N 11.79237°E

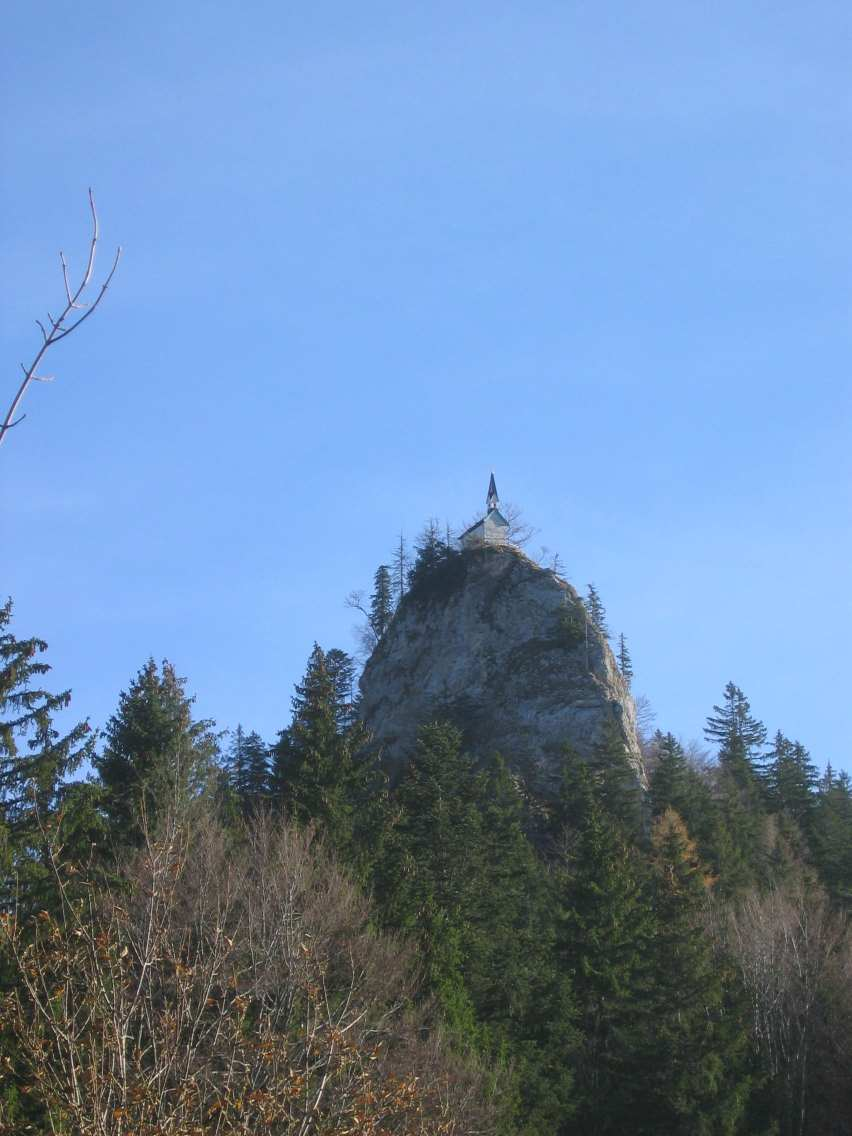

里德施泰因山（德語：Riederstein），是德國的山峰，位於該國東南部，由巴伐利亞負責管轄，屬於巴伐利亞前阿爾卑斯山脈的一部分，處於泰根塞，海拔高度1,207米。